# Кудкерк-Бранш
Кудке́рк-Бранш (фр. Coudekerque-Branche, нидерл. Nieuw-Koudekerke) — коммуна во Франции, регион О-де-Франс, департамент Нор, округ Дюнкерк, кантон Кудкерк-Бранш. Крупнейший пригород Дюнкерка, в 2 км к югу от центра города, отделен от него каналом Берг. Через территорию коммуны проходит автомагистраль А16 «Европейская». На западе коммуны находится железнодорожная станция Кудкерк-Бранш, являющаяся важным транспортным узлом — здесь сходятся линии Дюнкерк-Кале и Аррас-Дюнкерк.
Население (2017) — 21 134 человека.

## Экономика
Структура занятости населения:
- сельское хозяйство — 0,4 %
- промышленность — 11,8 %
- строительство — 3,8 %
- торговля, транспорт и сфера услуг — 48,1 %
- государственные и муниципальные службы — 35,9 %

Уровень безработицы (2017) — 17,0 % (Франция в целом — 13,4 %, департамент Нор — 17,6 %). 

Среднегодовой доход на 1 человека, евро (2017) — 19 040 (Франция в целом — 21 110, департамент Нор — 19 490).

## Демография
Динамика численности населения, чел.

## Администрация
Пост мэра Кудкерк-Бранша с 2008 года занимает член партии Республиканское и гражданское движение Давид Байёль (David Bailleul). На муниципальных выборах 2020 года возглавляемый им левый список был единственным.
| Период | Период | Фамилия      | Партия                                               | Примечания                                                                            |
| ------ | ------ | ------------ | ---------------------------------------------------- | ------------------------------------------------------------------------------------- |
| 1947   | 1976   | Морис Молле  | Французская секция Рабочего интернационала           | член Генерального совета департамента                                                 |
| 1976   | 2008   | Андре Делатр | Социалистическая партия                              | директор школы, член Генерального совета департамента, депутат Национального собрания |
| 2008   |        | Давид Байёль | Разные левые, Республиканское и гражданское движение | первый вице-президент агломерации Дюнкерка                                            |

## Галерея

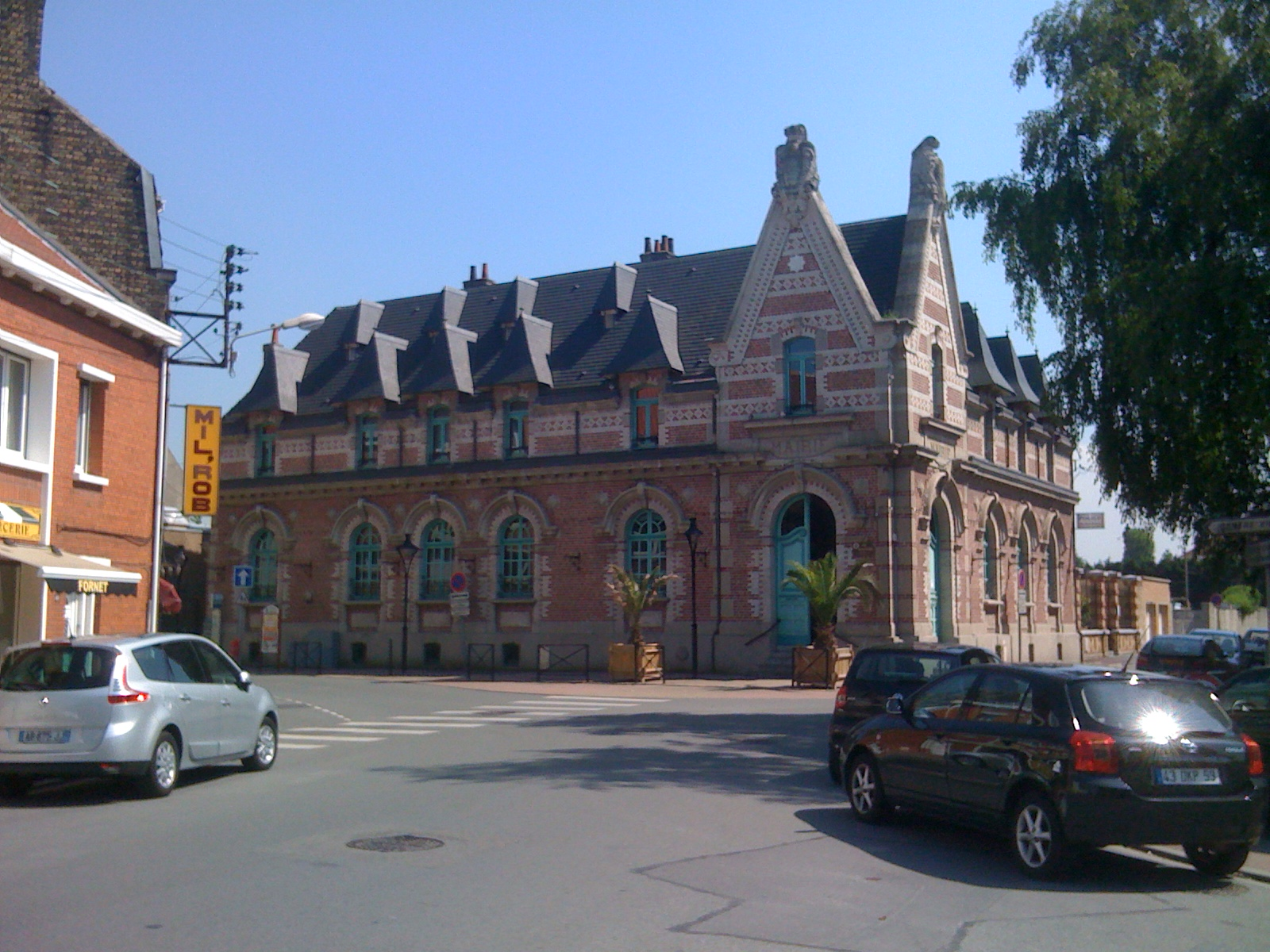
Старая мэрия
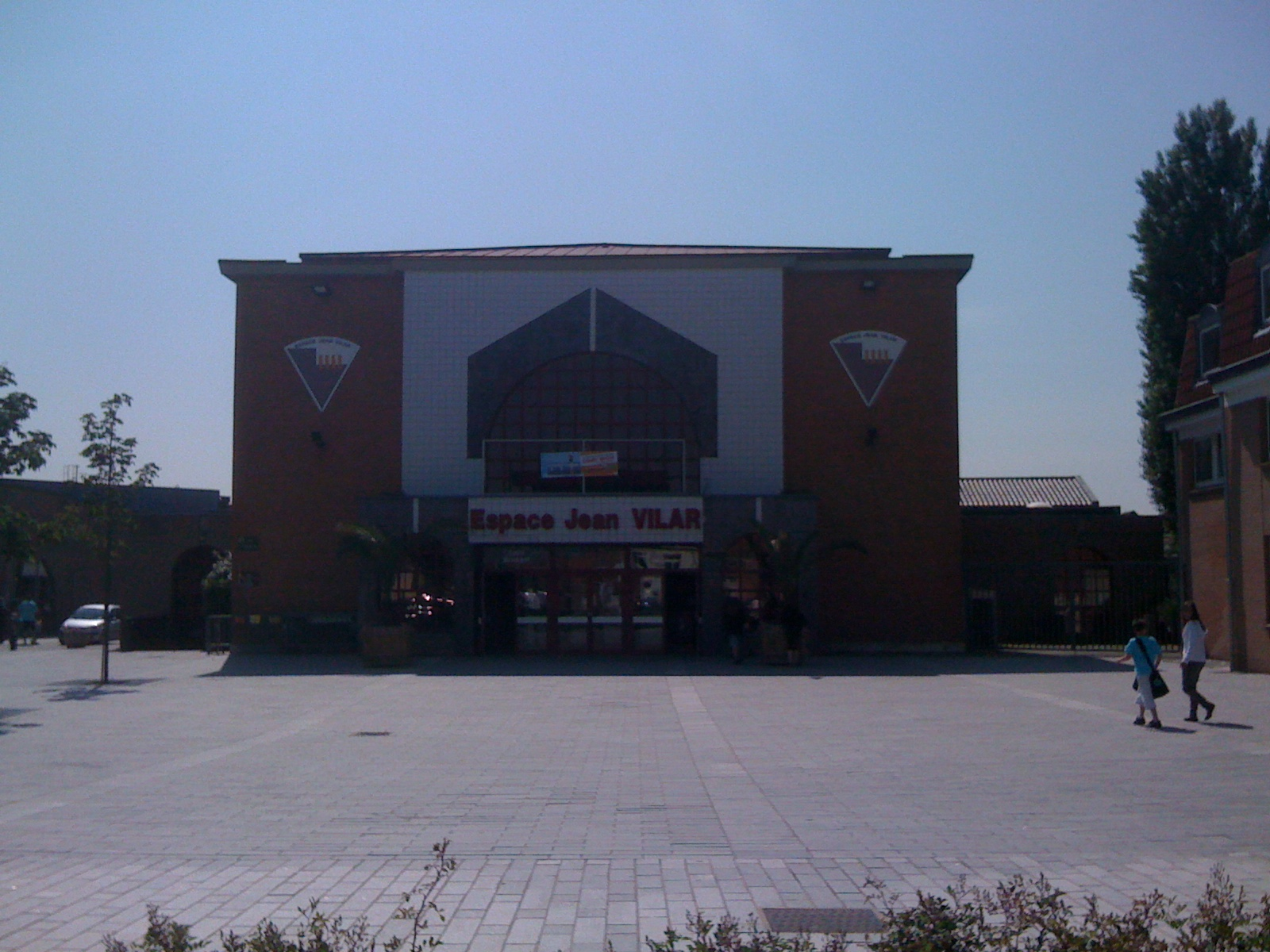
Культурный центр Жан-Вилар
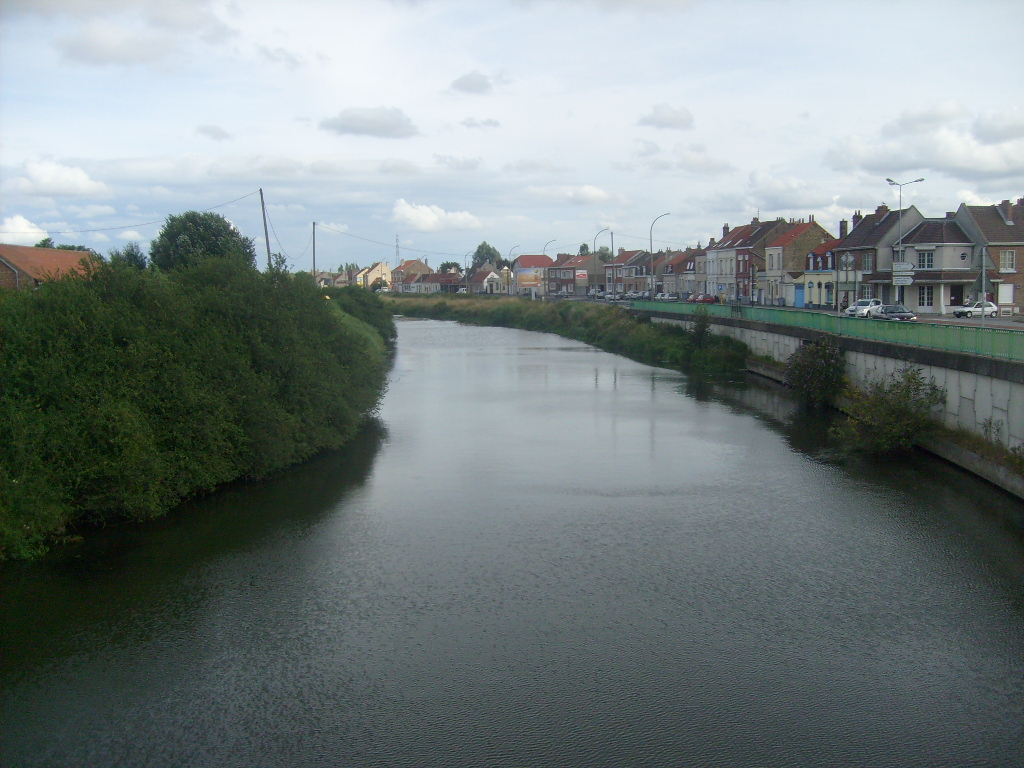
Канал Берг

1. 1 2  база данных о французских коммунах — Национальный географический институт Франции, 2015.